# Foth (Automarke)
Foth war eine deutsche Automarke aus Dömitz in Mecklenburg.

## Unternehmensgeschichte
Die Fahrzeuge wurden in Dömitz hergestellt. Die Produktion begann 1905 oder 1906. Als Hersteller werden sowohl die Maschinen- und Motorenfabrik Fritz Nebelung als auch die Carl Foth Automobil- und Maschinenfabrik genannt. Konstrukteur war Carl Foth. 1907 oder 1909 endete die Produktion.

## Fahrzeuge
Das einzige Modell war ein Kleinwagen. Die Karosserie bot Platz für zwei Personen. Für den Antrieb sorgte ein Einzylindermotor mit 1300 cm³ Hubraum und 8 PS Leistung. Besonderheiten waren zwangsgesteuerte Ventile und das Friktions- bzw. Reibradgetriebe.